# Krokodile ohne Sattel
Krokodile ohne Sattel ist ein deutscher Kurzfilm von Britta Wandaogo aus dem Jahr 2012. In Deutschland lief der Film unter anderem am 2. Mai 2013 bei den Internationalen Kurzfilmtagen in Oberhausen.

## Handlung
In ihrem dokumentarischen Kurzfilm begleitet die Regisseurin ihre Tochter Kaddi Malika und stellt deren philosophischen Gedanken sowie Erklärungen zum Leben vor.

## Kritiken
„Wir zeichnen einen sehr persönlichen dokumentarischen Film-Essay aus, der den Blick öffnet für das wechselvolle Nebeneinander von Fremdheit und Vertrautheit, von Zweifeln und Selbst-Ermutigung auf dem Weg ins Erwachsensein. ‚Chapeau‘ für den assoziativen und sinnlichen Erzählfluss, der in beeindruckender Nähe zu seiner jungen Protagonistin fast spielerisch nicht nur die großen Themen wie ‚Heimat‘ und ‚Identität‘ verhandelt, sondern auch Zeiten, Kontinente und Lebensgefühle miteinander verbindet.“

„Erinnerungen folgen keiner Chronologie – der Film von Britta Wandaogo auch nicht. Ihre 12-jährige Tochter Kaddi denkt nach über den Sinn des Lebens und über die Rolle in ihrer deutschen und ihrer afrikanischen Familie. Die Filmemacherin findet dazu in ihrem Familienfilmarchiv Material, das längst vergessene Eigenschaften und Stärken auch für Kaddi wieder sichtbar macht. Der sehr persönliche, fast intime filmische Dialog zwischen den Bildern der Mutter und den Worten der Tochter zeigt, wie Erinnerungen kultiviert werden können und damit das Hier und Jetzt begreifbarer wird.“

„Vom Kleinkindalter bis zur Pubertät begleitet die Kamera der Mutter ihre Tochter bei den Besuchen im Heimatland ihres Vaters. Dabei verfolgen wir die Herausbildung der Identität einer jungen Frau mit Wurzeln in zwei Kontinenten. Wir sind dankbar, dass wir an der Nähe zwischen Mutter und Tochter teilhaben dürfen. Eine herausragende dokumentarische Leistung.“

## Auszeichnungen
Kurzfilmfestival Köln Unlimited 2012
- 2. Jurypreis

Festival International de Cine de Lanzarote 2013
- Best Documentary

Internationale Kurzfilmtage Oberhausen 2013
- Preis für den besten Beitrag des NRW-Wettbewerbs

San Diego International Kids’ Film Festival 2013
- Best Documentary

doxs! 2013
- GROSSE KLAPPE

Flensburger Kurzfilmtage 2013
- Hauptpreis Dokumentarfilm

WOMEN Media Arts and Film Festival 2013
- Best Documentary

New York Int’l Children’s Film Festival 2014
- Special Jury Award – Best Live-Action Short